# Sabian

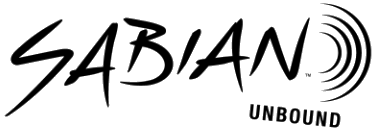
Logo

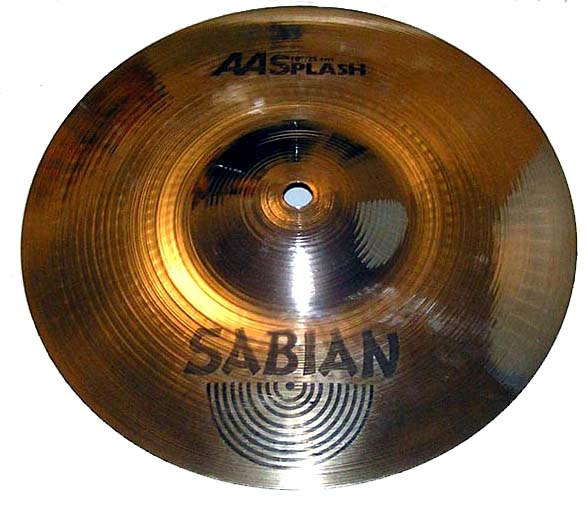
10-Inch AA Splash Cymbal

Sabian é uma marca canadense fabricante e desenvolvedora de pratos (para bateria), sendo uma das maiores do mundo junto com a Zildjian, Paiste e Meinl.

## História
Fundada em 1981 em Meductic, New Brunswick, Canadá por Robert Zildjian, filho de Avedis Zildjian III, dono da marca de pratos Zildjian. A tradição da família era que o dono da companhia só passaria seus segredos para o filho mais velho, mas Avedis III deu a informação para seus dois filhos: Armand e Robert. Isso acabou gerando uma rixa na família e uma disputa legal, que acabou com Robert deixando a Zildjian para formar a rival Sabian. Ambas as companhias continuam sendo grandes rivais, estando entre as marcas mais conhecidas de pratos.
A resolução deu ao Robert a fábrica canadense, a qual era, na época, responsável por 40% da produção da Avedis Zildjian Company e de toda a linha "K" (a produção da Turquia já havia parado nessa época).
Robert formou a palavra "Sabian" a partir das primeiras letras dos nomes de seus três filhos: Sally, Billy e Andy, e inicialmente lançou duas linhas de pratos, HH e AA...!

## Popularidade
Muitos bateristas, na sua maioria norte americanos, usam Sabian, entre eles estão:
- Sean Kinney
- Dave Weckl
- Jack DeJohnette
- Mike Portnoy
- Mike Wengren
- Jason Rullo
- Steve Ferrone
- Tyler Stewart
- Carmine Appice
- Chad Smith
- John Blackwell
- Rod Morgenstein
- Rocky Gray
- Phil Collins
- Vinnil
- Will Calhoun
- Billy Cobham
- Bernard Purdie
- Mike Michalkow
- Martin Marthus Skaroupka
- Evelyn Glennie
- Vera Lúcia Figueiredo
- Chester Thompson
- The Rev
- Neil Peart
- Dom Famularo
- Sérgio Melo - Rede Globo
- Cobus Potgieter
- Daniel Erlandsson
- Adrian Erlandsson